# 박철 (축구인)
박철(朴徹, 1973년 8월 20일 ~ )은 대한민국의 전 축구 선수 및 지도자이다. 현역 시절 포지션은 수비수였다. 1991년과 1993년 세계 청소년 축구 선수권 대회에 출전하였다.

## 선수 경력
박철은 1991년 남북 단일팀으로 구성된 세계 청소년 축구 선수권 대회 대표팀에 선발되어 아일랜드와의 조별리그 경기에 출전하였으며, 이 대회에서 박철은 강철, 북한 출신 윤철과 함께 '철트리오'로 불리며 단일팀 쓰리백의 주축으로 활약했다.
2년 뒤인 1993년 세계 청소년 축구 선수권 대회에 다시 출전하였으며, 1993년 성인대표팀에도 선발되며 이른 나이부터 가능성을 인정받았으며, 1994년, LG 치타스 (현 FC 서울)에 드래프트 1순위로 입단하였으며, 입단 첫해에 리그 11경기 출장을 기록하였었다.
군복무 후 박철은 부천 SK로 이적하였으며, 부천에서도 주전으로 활약하며 2년간 47경기를 출장하였다.
2003년 부산 아이콘스에 이적하였고, 2004년에 대전 시티즌으로 이적했다. 특히 2004년 대전은 FA를 통해 팀의 핵심 수비수 김정수, 김성근이 부천 SK와 포항 스틸러스로 각각 이적했고, 세네갈 출신 수비수 콜리의 은퇴로 수비진 구축에 상당히 어려움을 겪고 있는 상태였는데, 최윤열, 알란 등과 함께 대전의 중앙 수비진을 잘이끌었으며, 대전의 수비를 상당화 안정화 시켰다.
2005시즌을 끝으로 현역에서 은퇴하였다.

## 지도자 경력
은퇴 후 경민정보산업공업고등학교의 코치로 부임하며 지도자로 활동하기 시작하였으며, 이후 서라벌대학교와 남해해성고등학교 등을 거쳐 2016년 대전 시티즌의 고등부인 충남기계공업고등학교의 감독으로 부임하며 친정팀에 복귀했다.
2017년 대전 시티즌의 수석 코치로 보직을 변경해 이영익 감독을 보좌했으나 시즌 중반 스카우트로 보직을 다시 변경하였다.
2019년 5월 21일 고종수 감독이 성적 부진으로 경질되면서 대전 시티즌의 감독 대행이 되었다.